# Status quo ante bellum
Výraz status quo ante bellum (resp. zkráceně status quo ante) pochází z latiny a znamená stav jako před konfliktem. Žádná ze stran tedy nezískává ani neztrácí ani své teritorium, ani ekonomická nebo politická práva.
Po válce je možné určit hranice nově podle situace, která vznikla ve válečné době, ale stejně tak je možné se domluvit na tom, že se obnoví předválečné poměry. Takový stav se označuje jako Status quo ante (bellum).